# Diadelia leucovittata
Diadelia leucovittata är en skalbaggsart som beskrevs av Stefan von Breuning 1971. Diadelia leucovittata ingår i släktet Diadelia och familjen långhorningar.
Artens utbredningsområde är Madagaskar. Inga underarter finns listade i Catalogue of Life.